# Rebreuve-Ranchicourt
Rebreuve-Ranchicourt is een gemeente in het Franse departement Pas-de-Calais (regio Hauts-de-France). De gemeente maakt deel uit van het arrondissement Béthune. Rebreuve-Ranchicourt telde op 1 januari 2022 1.071 inwoners.

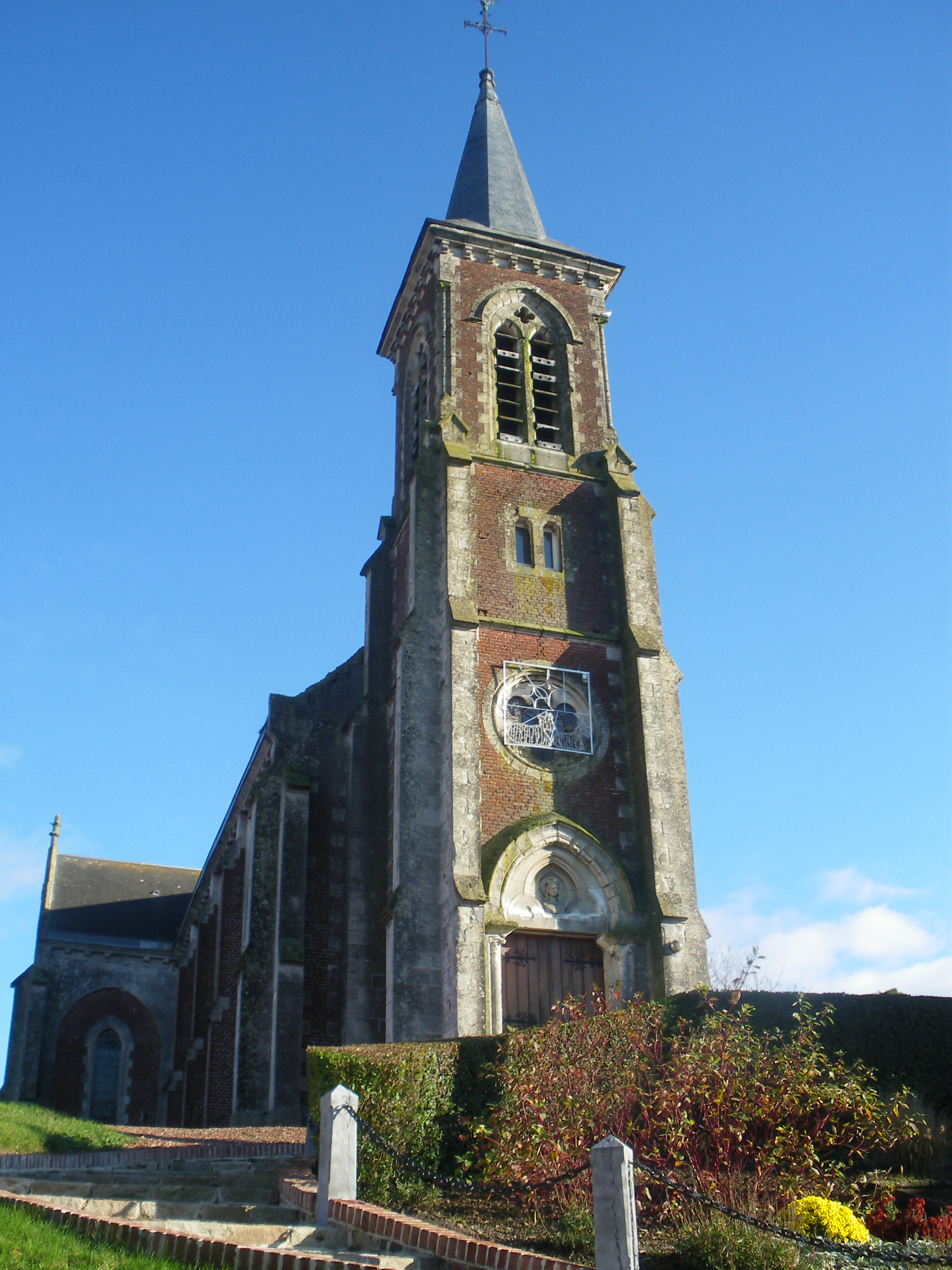
Église Notre-Dame

## Geschiedenis
Het dorp Rebreuve-sous-les-Monts werd op het eind van de 11de eeuw vermeld als Rebroviae. De plaats ligt aan de oude heerweg (de Chaussée Brunehaut) tussen Atrecht en Terwaan. In 1097 vestigde men in Rebreuve een priorij, afhankelijk van de abdij van Mont-Saint-Éloi, waarrond het dorp zich ontwikkelde. De 18de-eeuwse Cassinikaart duidt de priorij aan als Pre de Rebreuve.
Na de Franse Revolutie werd de priorij verkocht en ontmanteld. In 1798 werd ook de kerk verkocht en afgebroken. Rebreuve-sous-les-Monts werd een gemeente.
In 1971 werd buurgemeente Ranchicourt aangehecht bij de gemeente Rebreuve-sous-les-Monts, die in Rebreuve-Ranchicourt werd hernoemd.

## Geografie
De oppervlakte van Rebreuve-Ranchicourt bedroeg op 1 januari 2022 10,73 vierkante kilometer; de bevolkingsdichtheid was toen 99,8 inwoners per km². In het noordwesten van de gemeente ligt Ranchicourt, dat is vergroeid met Rebreuve.

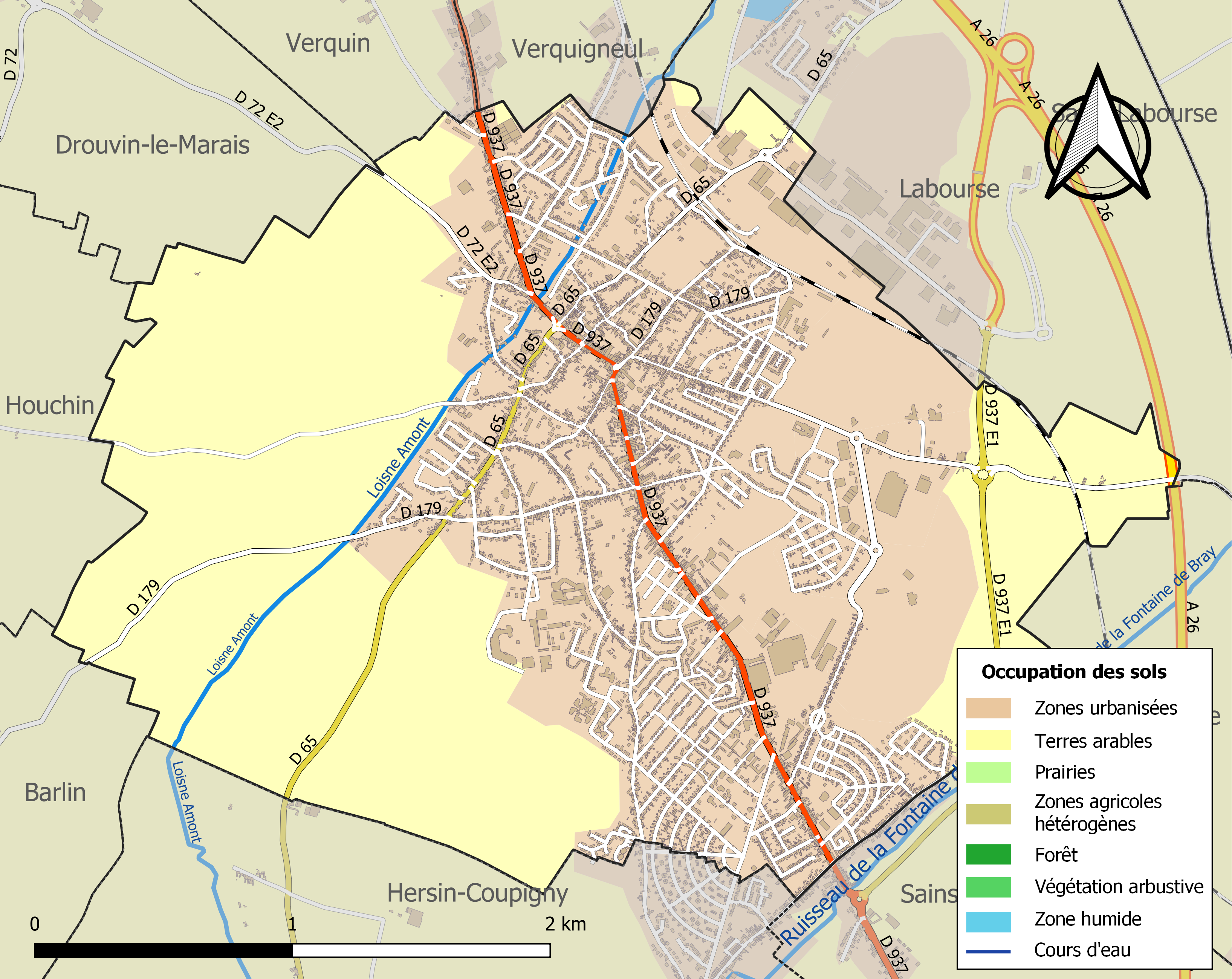
Kaart van de gemeente met belangrijkste infrastructuur, bodemgebruik en omliggende gemeenten

## Bezienswaardigheden
- De Église Notre-Dame werd gebouwd in 1868 op de plaats van de vroegere priorij. De kerk huisvest een klok uit 1515, die in 1911 als monument historique werd geklasseerd. Een klok uit 1585 en een 18de-eeuwse biechtstoel werden in 1980 als monument historique geklasseerd.

## Demografie
Onderstaande figuur toont het verloop van het inwonertal (bron: INSEE-tellingen).